# Tillandsia insularis
Espèce
Classification phylogénétique
Statut de conservation UICN

 LC  : Préoccupation mineure
Tillandsia insularis Mez est une plante de la famille des Bromeliaceae.
L'épithète insularis signifie « insulaire » et se réfère à l'habitat de la plante dans les îles Galápagos.

## Protologue et Type nomenclatural
Tillandsia insularis Mez in C.DC., Monogr. Phan. 9: 756, n° 107 (1896)
Diagnose originale  :
« foliis rosulatis, utrinque lepidibus minutissimis, peradpressis, brunnescentibus v. supra allutaceis punctulatis ; inflorescentia basi saltem 4-pinnatim panniculata[sic], glaberrima ; spinis laxis pinnatis, subsessilibus v. breviter stipitatis, usque ad 16-floris ; bracteolis florigeris dorso prominulo-venosis, suberecto-patentibus, quam sepala brevioribus ; floribus suberectis ; sepalis liberis, subasymmetricis. »
Type : leg. Steudachner, n° 28 ; "Galapagos insulae" ; Holotypus W  (Herb. Vindob.) .

## Synonymie

### Synonymie nomenclaturale
- Racinaea insularis (Mez) M.A.Spencer & L.B.Sm.

### Synonymie taxonomique
(aucune)

## Écologie et habitat
- Typologie : plante herbacée vivace.
- Habitat : ?
- Altitude : ?

## Distribution
- Amérique du sud :
  -  Équateur
    - Galápagos[1]

## Taxons infraspécifiques

### Tillandsia insularisvar.insularis
(autonyme)
Synonymie :
- Racinaea insularis var. insularis

Distribution : îles Galápagos.

### Tillandsia insularisvar.latilaminaGilmartin
L'épithète latimamina signifie « à limbe large ».
Tillandsia insularis var. latilamina Gilmartin, in Phytologia 16: 163 (1968)
Diagnose originale  : (à compléter)
Type : leg. A.J.Gilmartin & S. Hornman, n° 882, 1964-02-03 ; « Galapagos: West of Table Mt, east of crater, alt. 400 m., epiphytic. » ; Holotypus US National Herbarium (US 00089224)
Synonymie :
- Racinaea insularis var. latilamina (Gilmartin) Spencer & L.B.Sm.

Distribution : îles Galápagos.